# Ка-26
Ка-26 (за кодифікацією НАТО: Hoodlum — «Хуліган») — багатоцільовий вертоліт, розроблений у ДКБ Камова. Серійне виробництво велося на авіаційному заводі в Улан-Уде й авіаційному заводі у Кумертау. Всього було побудовано 816 вертольотів, у тому числі 257 поставлено до 14 країн світу.
Вертоліт в основному застосовувався з цивільною метою, однак, також використовувався в ВПС Румунії та Угорщини, поліції НДР і ФРН.
Подальший конструктивний розвиток — вертоліт Ка-126 з одним газотурбінним двигуном і вертоліт Ка-226 з двома газотурбінними двигунами.

## Історія створення
- Початок 1960-х років — перед ДКБ М. І. Камова поставлено завдання створення сільськогосподарського вертольота, здатного використовувати різні комплекти обладнання. Роботи з проєктування і виготовлення очолював заступник головного конструктора — М. А. Купфер.
- 1965 рік ― виготовлення першого прототипу вертольота.
- 24 травня 1965 року — льотчик-випробувач В. І. Громов зробив перше висіння.
- 18 серпня 1965 року — перший політ по колу.
- 1966 рік — початок державних випробувань.
- На міжнародній виставці сільськогосподарських машин і устаткування, Ка-26 відзначений золотою медаллю.
- 1967 рік — демонстрація на авіасалоні у Ле-Бурже. Ка-26 успішно пройшов випробування і був сертифікований за американськими нормами льотної придатності FAR-29 (першим з радянських вертольотів).
- 1969 рік — організовано серійне виробництво.

## Конструкція
Вертоліт двогвинтовий співвісної схеми з двома поршневими двигунами і чотириопорним колісним шасі.
Побудований за схемою «літаючого шасі»: за кабіною пілотів могли встановлюватися (залежно від потрібного завдання) різні типи підвіски: пасажирська/вантажна кабіна, баки та розпилювачі для авіаційних хімічних робіт, підіймальна лебідка тощо (бригада з 3 осіб за 1,5-2 години, здатна переобладнати вертоліт з одного варіанта на інший).

### Двигун
Вертоліт оснащений двома поршневими 9-циліндровими зіркоподібними двигунами з повітряним охолодженням М-14В26 Вєдєнєєва, розташованими в мотогондолах з боків фюзеляжу. Двигуни і головний редуктор розроблені воронезьким Дослідно-конструкторським бюро двигунобудування.

### Несні гвинти
Трилопатеві, співвісні, протилежного обертання, з шарнірним кріпленням лопатей, встановлені один від одного на відстані 1,17 м. Лопаті виготовлені — вперше в практиці світового вертолітобудування — зі склопластику на основі склотканини й епоксидно-фенольного сполучника (були розроблені спеціально для Ка-26, мають практично необмежений ресурс). Лонжерон порожнистий, змінного перерізу, до нього приклеєні легкі хвостові секції й приєднаний на болтах сталевий вузол кріплення лопаті. Носок лопаті захищений світло- і зносостійким гумовим покриттям, всередині носка розташована противага. Усередині противаги розташовані трубки протиобмерзальної системи, за якими на носки лопатей подавалася рідина з бака, що розташовувався у відсіку задньої частини центральної секції фюзеляжу, між кореневими частинами хвостових балок.

### Фюзеляж
Представлений у вигляді «літаючого шасі» з центральним відсіком-платформою прямокутної форми, до якого спереду кріпиться кабіна екіпажу, а ззаду дві хвостові балки, що несуть горизонтальне оперення. Зверху центрального відсіку встановлено головний редуктор з несної системи, а з боків дві гондоли з двигунами М-14В26.

### Кабіна
Кабіна для екіпажу двомісна, з гарним оглядом і зсувними дверима, має велику площу скління, у сільськогосподарському варіанті обладнана системою очищення повітря з відцентровим сепаратором-нагнітачем, що створює в кабіні надлишковий тиск, і фільтром поглиначем. Лобові стекла обладнані склоочисниками і системою протиобмерзання. У кабіні передбачається установка другого комплекту керування. За сидіннями екіпажу розміщуються відсіки радіоелектронного і приладового обладнання з великими люками для обслуговування.

### Паливна система
Має 3 паливні баки (2 передніх, 1 задній) із загальною ємністю 620 літрів, додатково можливо встановлення двох баків ємністю по 160 літрів з боків вантажопасажирської кабіни.

## Варіанти виготовлення
Вертоліт Ка-26 випускався у наступних варіантах:
- сільськогосподарський (без вантажопасажирської кабіни, з баками або бункерами для розбризкування та розпилення хімікатів смугою шириною 20-60 м при швидкості польоту 30-130 км/год);
- транспортний (з вантажопасажирською кабіною для перевезення 6 пасажирів або вантажів масою 900 кг або з вантажною платформою замість кабіни);
- санітарний (для перевезення двох хворих на ношах і двох — на сидіннях зі супровідним медпрацівником і обладнанням);
- лісопатрульний (для огляду лісових масивів та рятувальних робіт при пожежах; забезпечений електричною лебідкою ЛПГ-150 вантажністю 150 кг із тросом довжиною 40 м і крюком);
- літаючий кран (для монтажних робіт і транспортування вантажів масою 900 кг на зовнішній підвісці, коли вантажі через габарити не розміщуються на вантажній платформі);
- корабельний рятувальний (з електролебідкою ЛПГ-150-M3, зі системою піднімання постраждалих, рятувальним човном ЛАС-5М3 із радіостанцією «Корал» і телевізійною камерою, аварійними балонами для посадки на воду);
- патрульний (для Державтоінспекції, з гучномовцями, електролебідками, вантажним гаком, може оснащуватися телевізійною камерою і використовуватися для знімань з повітря).
- геологорозвідувальний з апаратурою магнітної геологорозвідки, розташованої у вантажопасажирській кабіні й кільцевою антеною, змонтованою навколо фюзеляжу.

Всі варіанти крім корабельного і геологорозвідувального могли бути переобладнані з одного в інший бригадою з двох-трьох техніків менш ніж за робочий день. Можливо також переобладнання корабельного варіанту на усі, крім геологорозвідувального.
- Ка-26сс експериментальний зразок для дослідження струменевої системи керування вертольотом і компенсації реактивного моменту несного гвинта відома як NOTAR.[1]

## Рекорди
На вертольоті встановлено 5 світових рекордів, у тому числі: рекорд висоти для вертольотів злітною масою в класі 1750—3000 кг ― 5330м
- Рекорд швидкопідйомності: досягнення висоти 3000 м за 8 хвилин 51,2 сек[2].

## Тактико-технічні характеристики
Джерело: Jane's All The World's Aircraft 1982-83 
Основні характеристики
- Екіпаж: 2
- Пасажиромісткість: 6 пасажирів
- Вантажопідйомність: 900 кг (сільськогосподарський варіант)
  - 1100 кг (у варіанті крану)
- Довжина: 7,75 м
- Висота: 4,05 м
- Діаметр несучого гвинта: 2×13,00 м

- Площа обертання несучого гвинта: 265,5 м²
- Маса порожнього: 1950 кг
- Максимальна злітна маса: 3250 кг
- Силова установка: 2 × радіальні поршневі двигуни повітряного охолодження М-14В-26  325 кс ( 239 кВт)

Льотні характеристики
- Практична дальність: 400 км

## Експлуатація

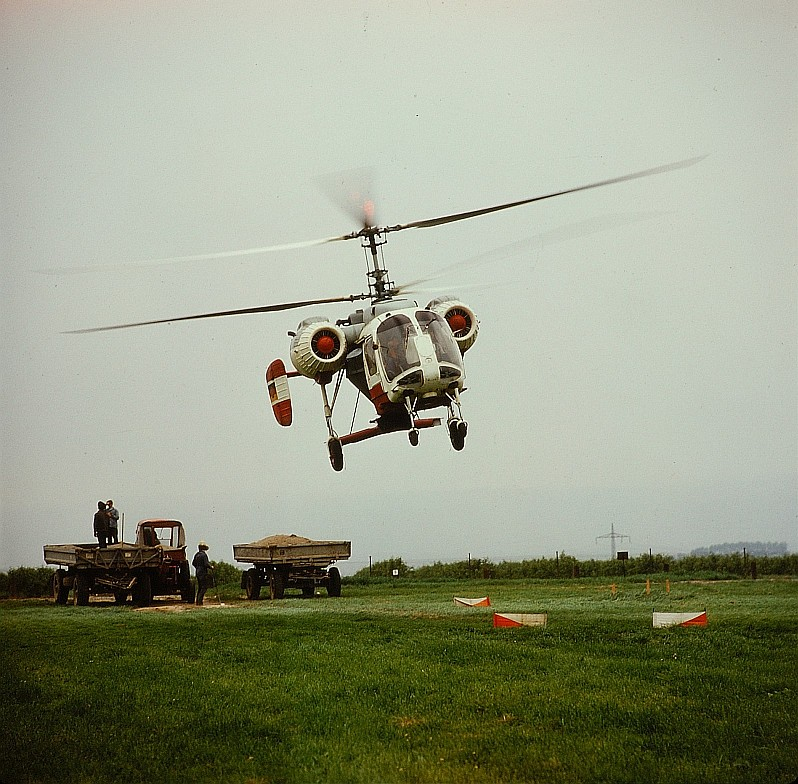
Вертоліт Ка-26 виконує авіаційно-хімічні роботи

Найбільш ефективне застосування отримав при виконанні авіаційно-хімічних робіт.
Широко використовувався в народному господарстві СРСР, багато машин знаходяться в експлуатації і зараз (2009).

## Оператори
- СРСР
- Білорусь
- Болгарія
- Угорщина
- Швеція
- Монголія
- НДР
- Шрі-Ланка
- Румунія
- Японія
- США (проданий через підставну фірму)

та інші країни.

## Галерея

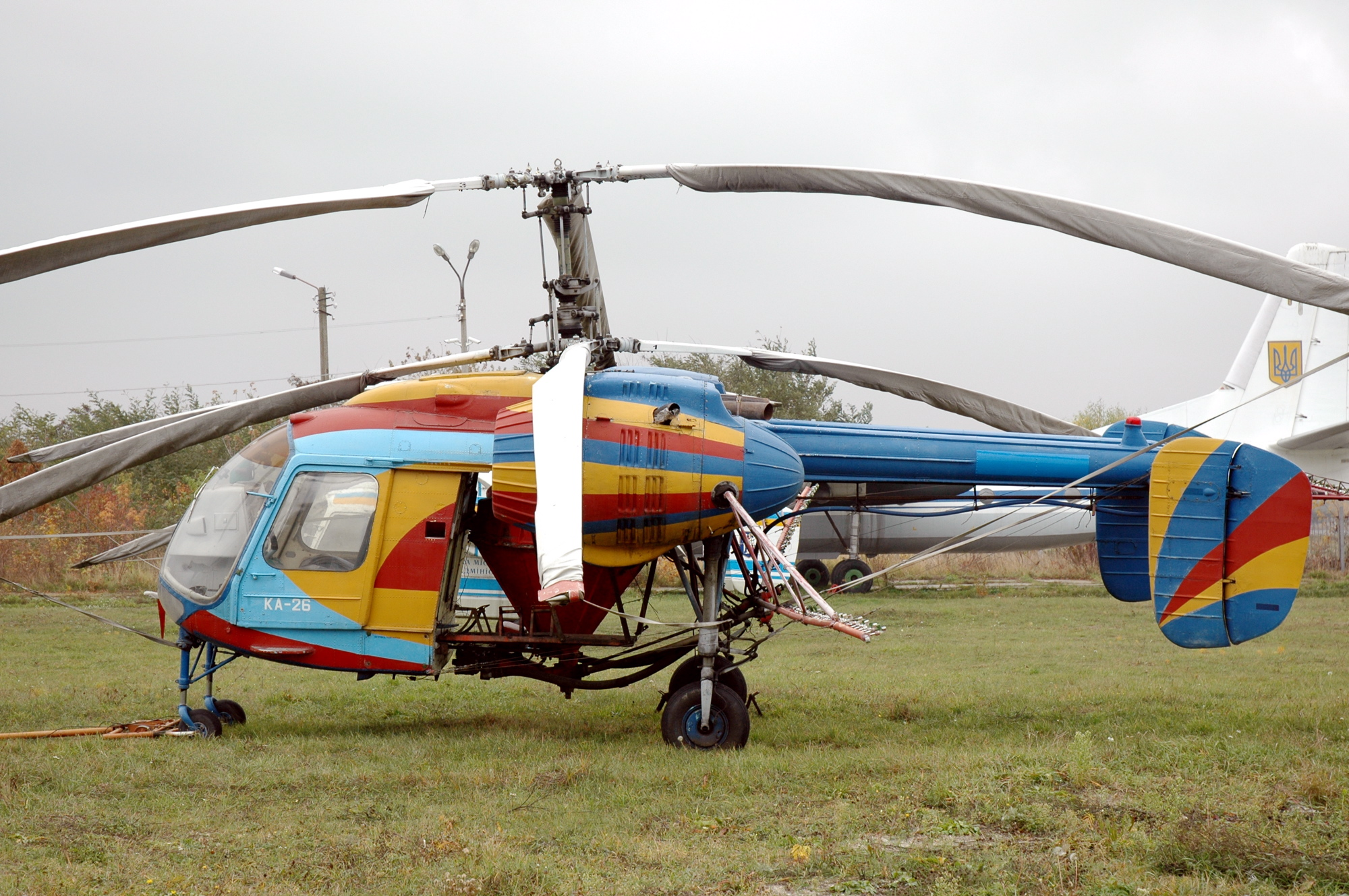
Вертоліт Ка-26 в Україні
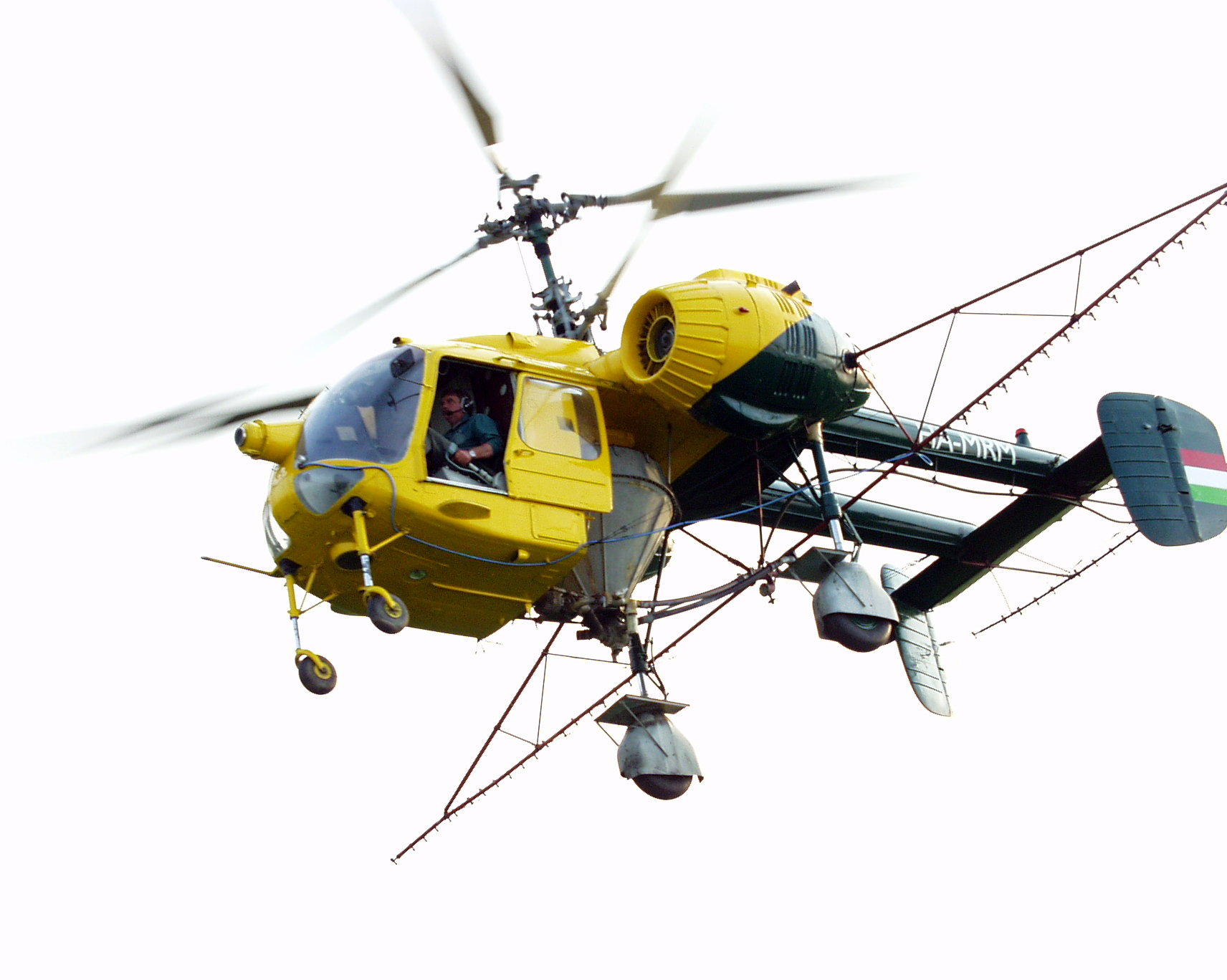
Ка-26 в Угорщині (2004 рік)
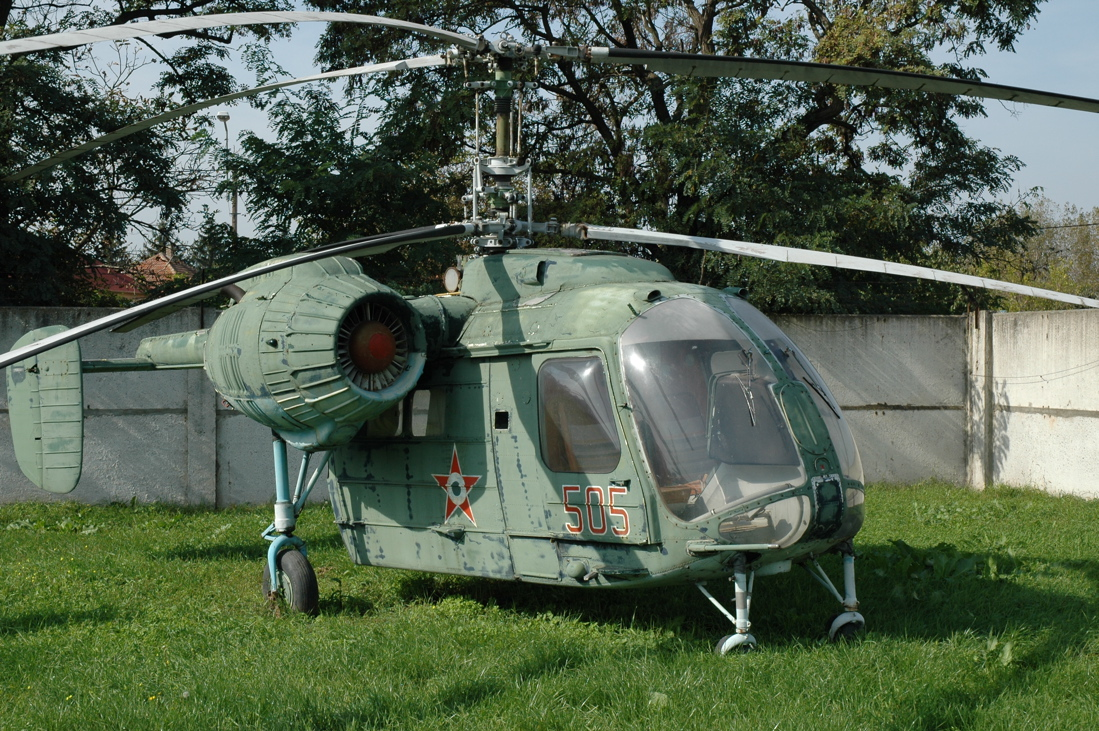
Вертоліт Ка-26 в Угорщині (2005 рік)
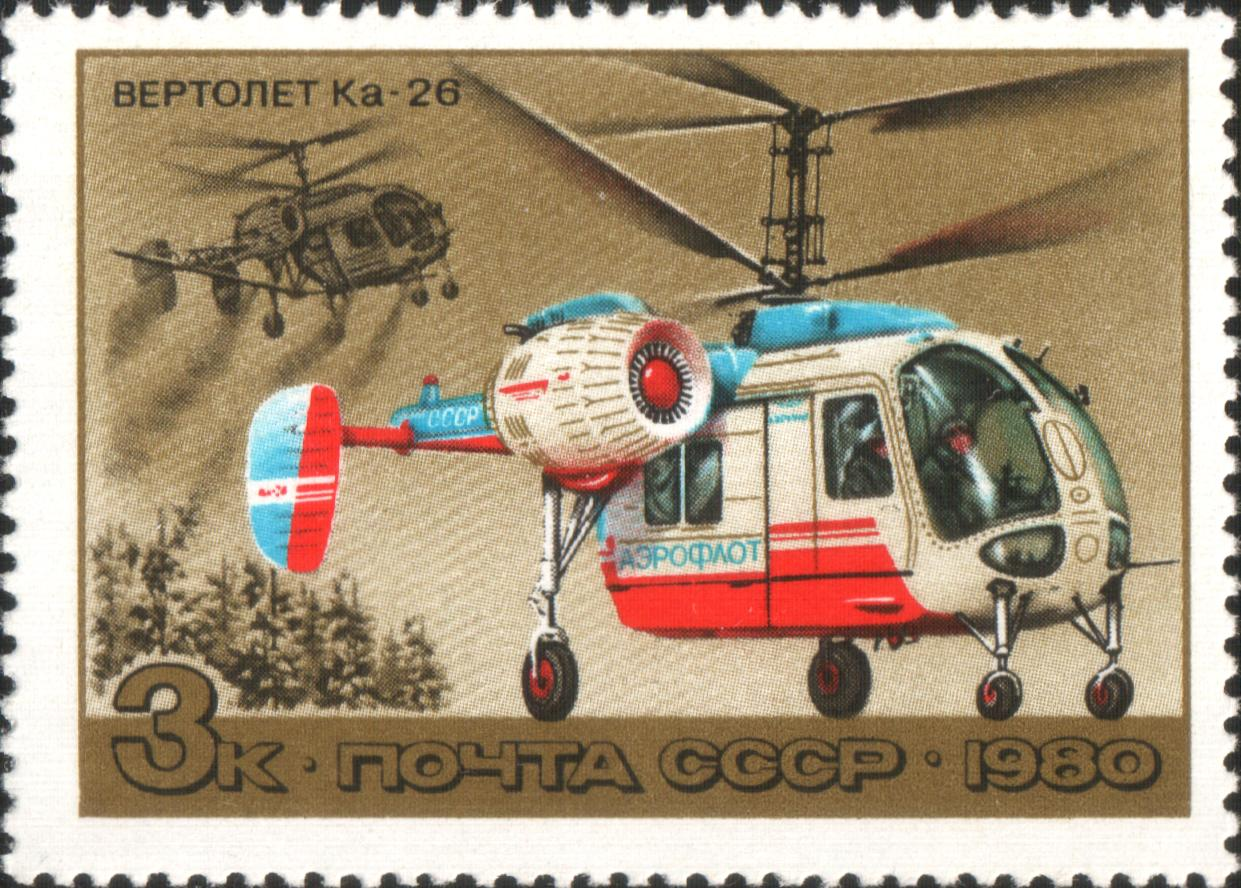
Марка з зображенням Ка-26 (1980 рік)
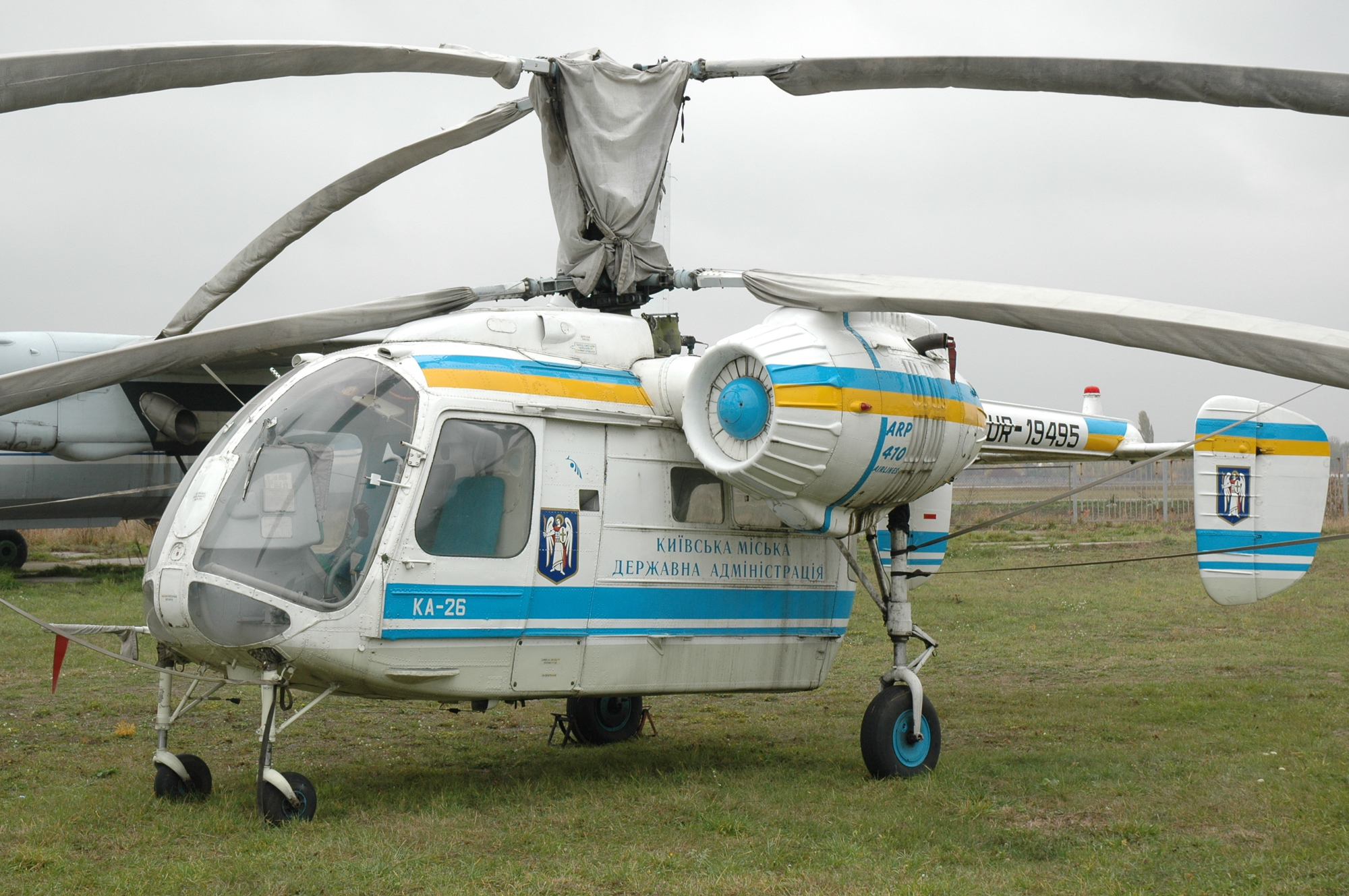

## Ka-26 у кінофільмах
Широке застосування вертольота Ка-26 у сільському господарстві й ДАІ СРСР зумовило його появу на радянському кіноекрані. Його можна побачити в багатьох детективних і комедійних кінофільмах 1970—1990 років.
- У пародійної комедії «Старі-розбійники» герой Юрія Нікуліна в мріях пролітає над містом, висячи на драбині, яка прикріплена до вертольота.
- У комедійному фільмі «Йшов собака по роялю» сільськогосподарський Ка-26, як і його молодий пілот, практично є одним з героїв фільму.
- У фільмі «Усе буде добре!» вертоліт ДАІ супроводжує автоколону.
- У дитячому фільмі «Три веселі зміни» в другому фільмі на Ка-26 працює Павло, один Мікоши.
- У детективному фільмі «Сищик» — вертоліт ДАІ.
- В угорському комедійно-детективному фільмі «Язичницька мадонна» 1980 року, детектив-супермен Капелька переслідує на Ка-26 у кольорах місцевого ДАІ міжнародних злочинців.